# Podkovka

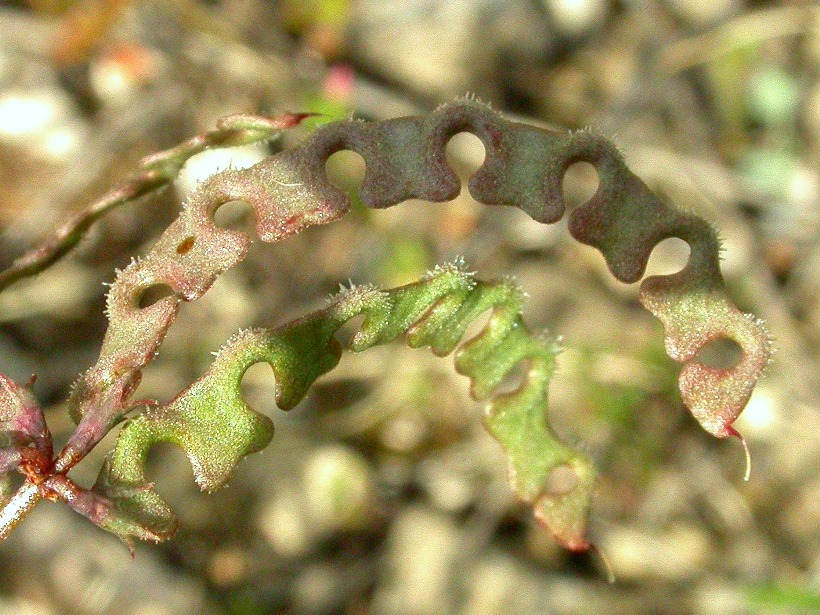
Plody podkovky Hippocrepis ciliata

Podkovka (Hippocrepis) je rod rostlin z čeledi bobovité. Jsou to byliny a keře s okolíky žlutých motýlovitých květů a se zajímavě tvarovanými plody. Rostou v počtu 32 druhů zejména ve Středomoří a západní Asii. V květeně ČR je zastoupen pouze jediný druh, podkovka chocholatá.

## Popis
Podkovky jsou jednoleté nebo vytrvalé byliny či keře. Listy jsou lichozpeřené, s tenkými celokrajnými řapíčkatými lístky. Květy jsou žluté, krátce stopkaté, v dlouze stopkatých okolících vyrůstajících v paždí listů. U některých druhů (např. Hippocrepis unisiliquosa) jsou okolíky krátce stopkaté až přisedlé. Na bázi okolíku je kruh dvoulaločných listenů. Palisty jsou často krátce srostlé s řapíkem. Kalich je válcovitě zvonkovitý, slabě dvoupyský. Korunní lístky jsou dlouze nehetnaté. Tyčinek je 10 a jsou dvoubratré (9+1), s nestejně dlouhými nitkami. Semeník je přisedlý, s mnoha vajíčky. Čnělka je zahnutá do pravého úhlu. Plody jsou zaškrcované a rozpadající se na jednosemenné díly podkovovitého tvaru.

## Rozšíření
Podkovky jsou rozšířeny v Evropě, Africe a západní Asii v počtu asi 32 druhů. V České republice roste pouze jediný druh, podkovka chocholatá (Hippocrepis comosa). V Českém Středohoří byla kdysi nalezena podkovka křovitá (H. emerus). Z celé Evropy je uváděno 13 druhů podkovek. Největší areál mají mimo zmíněných dvou druhů druhy Hippocrepis ciliata a H. unisiliquosa, rozšířené v celém Středomoří. Nejvíce druhů podkovek (celkem 11) roste ve Španělsku, s výjimkou baleárského endemitu H. balearica se zde vyskytují všechny evropské druhy, a mnohé z nich jsou endemity.

## Taxonomie
Rod Hippocrepis je v současné taxonomii bobovitých řazen do tribu Loteae a tvoří jednu z bazálních větví tohoto tribu. Druh podkovka křovitá (Hippocrepis emerus) byl v minulosti řazen do rodu Coronilla jako čičorka křovitá (Coronilla emerus) a pod tímto názvem je uveden i v díle Květena ČR, zatímco v Klíči ke květeně ČR je již v rodu Hippocrepis.

## Obsahové látky
Podkovka chocholatá obsahuje některé cyklitoly, např. pinitol.

## Zástupci
- podkovka chocholatá (Hippocrepis comosa)
- podkovka křovitá (Hippocrepis emerus)[8]

## Význam
Podkovky nemají zvláštní hospodářský význam a nefigurují ani mezi běžně pěstovanými okrasnými rostlinami. Některé druhy mohou být pěstovány jako skalničky.